# گونتسن‌هاوزن
شهر گونتسن‌هاوزن در ایالت بایرن در کشور آلمان واقع شده‌است.